# Condición femenina

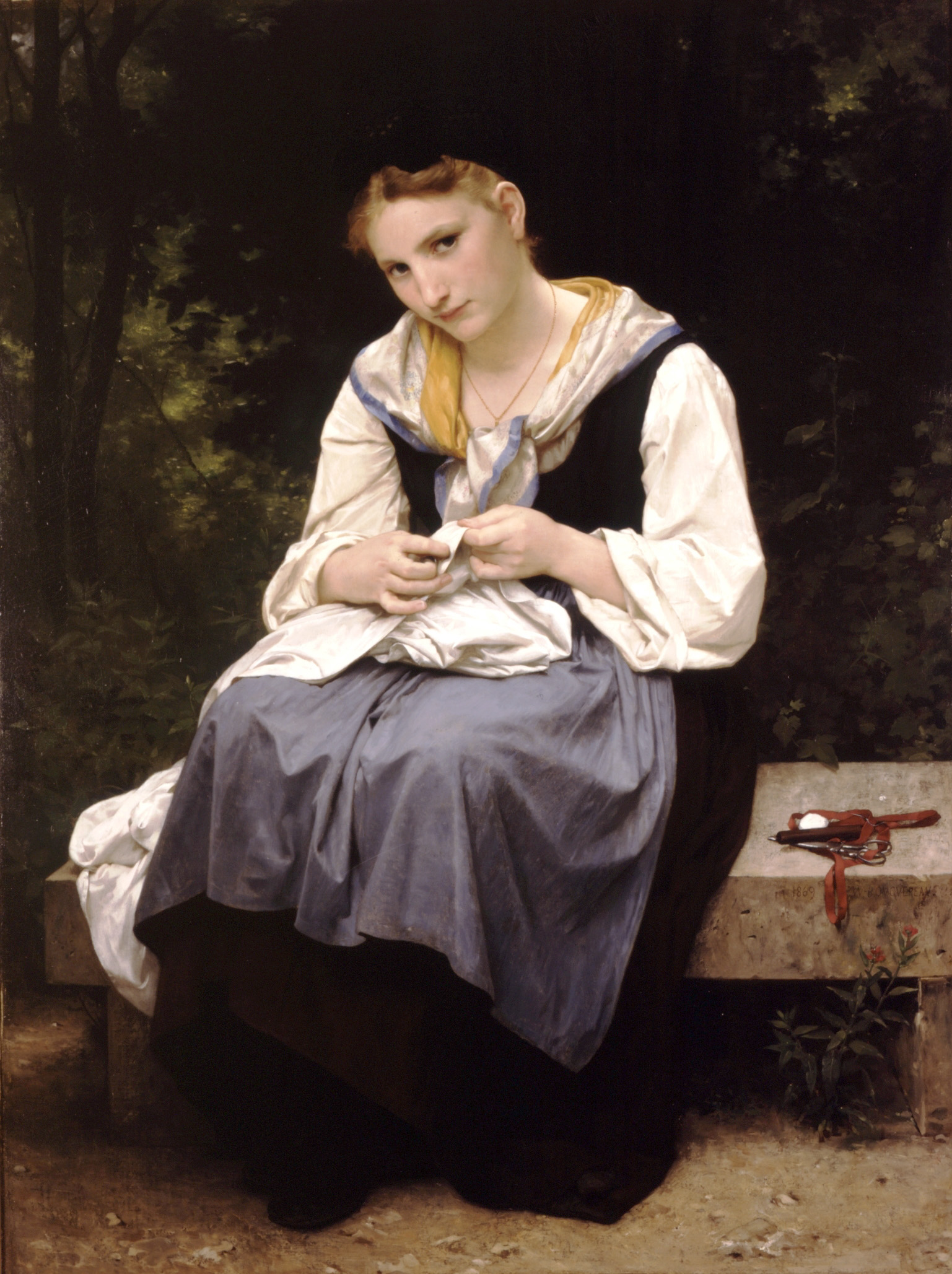
Joven obrera, obra del pintor francés William Bouguereau, 1869.

Desde el punto de vista sociológico, la condición femenina describe la posición de las mujeres en la organización social (hogar y familia, trabajo, política, instituciones sociales). Así, el presente artículo particularmente enfatiza sobre las diferencias de tratamiento y de participación entre hombres y mujeres, en el marco de la sociedad civilizada contemporánea.
Igualmente, se abarca una descripción psicológica (léase también filosófica) de lo que es en concreto la « condición femenina ». Esta descripción se interesa particularmente a las relaciones entre el lugar y los roles de la mujer en la sociedad (los valores y las exigencias específicas que se imponen —o se proponen— a las mujeres), y las eventuales consecuencias individuales que de esto deriva (formación del carácter y de la personalidad, moralidad, perfiles psicológicos, tipos psicológicos…).

## Indicadores estadísticos

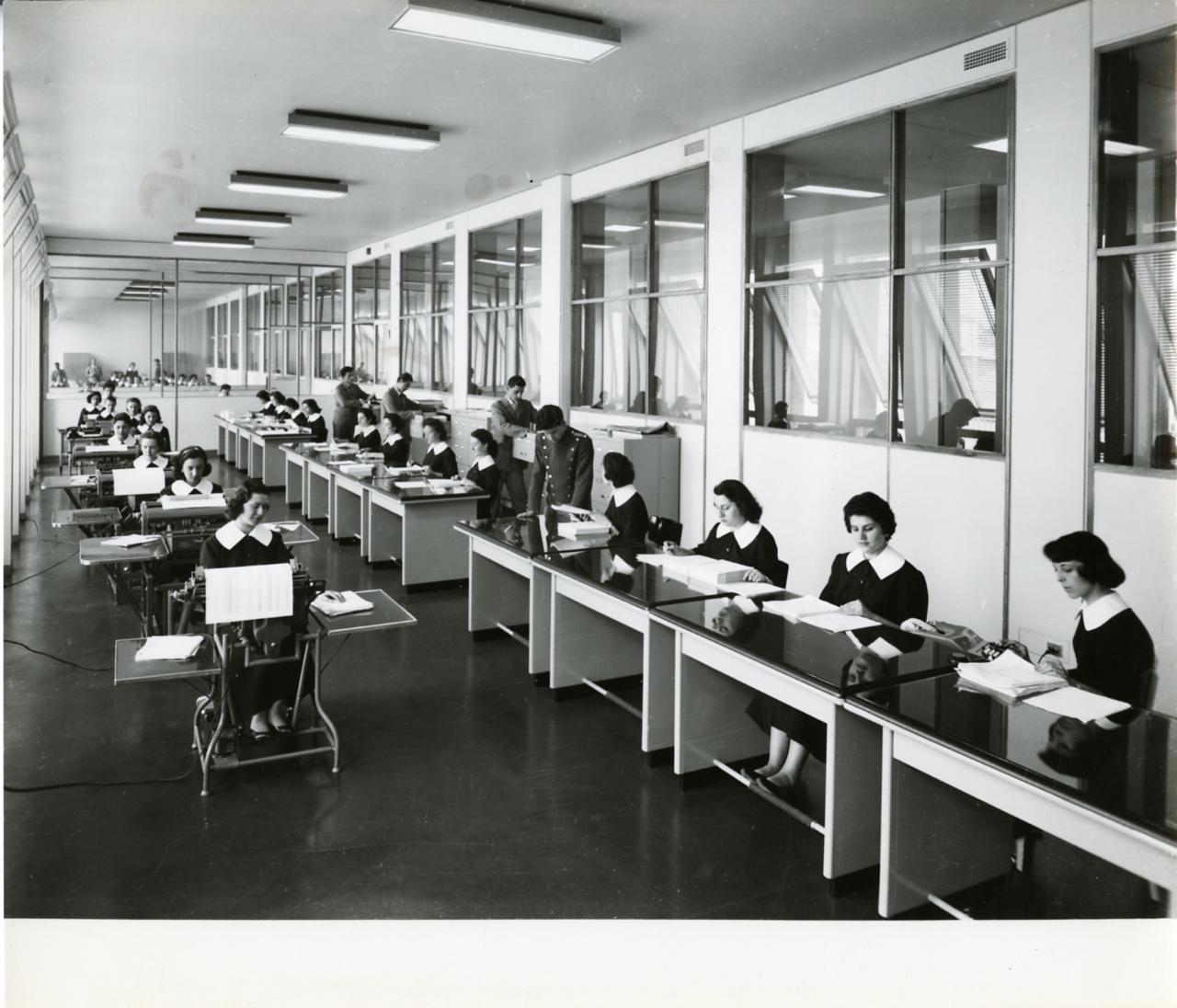
Mujeres empleadas en una gran oficina en Milán, Italia. Foto de Paolo Monti, 1960

En general, las mujeres están más afectadas que los hombres en cuanto a las problemáticas del desarrollo profesional y de la economía. 
El PNUD (Programa de Naciones Unidas para el Desarrollo) mide esta situación a través de dos indicadores del desarrollo humano (IDH) :
- ISDH : indicador sexo-específico de desarrollo humano.
  - Se trata de un IDH calculado separadamente, población masculina por un lado, y población femenina por otro, con un factor de corrección para introducir el hecho de que la esperanza de vida de las mujeres es un poco más elevada. La discriminación sexual es considerada como extrema, cuando el ISDH femenino resulta inferior en veinte puntos al IDH general. Con este enfoque, los nueve países donde la discriminación sexual es más extrema, son los siguientes : Yemen (-58), Arabia Saudita (-35), Omán (-32), la Guinea-Bisáu (-31), Sudán (-29), Siria (-23), Libia (-22), Belice (-21), y Argelia (-20).

- IPF : indicador de la participación femenina.
  - Se trata de un indicador esencialmente orientado a mensurar la participación de las mujeres en los procesos de decisión económica.

Como era de esperarse, no existe relación lineal entre estos dos indicadores de desarrollo humano, y ambos son confiables. En efecto, en Japón o en Italia, los indicadores IDH e ISDH son relativamente elevados respecto de los de otros países (valores 9 y 12 respectivamente para Japón, valores 21 y 21 respectivamente para Italia), según el informe de desarrollo de Naciones Unidas del año 2003, lo que concuerda con las posiciones 38 y 32 de estos dos países según el indicador IPF (poca participación de la mujer en los procesos de decisión económica).
En cuanto a Francia, si bien la clasificación ISDH es mejor que la que corresponde a IDH (valores 15 y 16 respectivamente), la clasificación IPF no fue establecida por falta de datos suficientes.
El Foro Económico Mundial, en su informe del año 2007, ubica a Suecia en primera posición (más pequeña diferencia en cuanto al sexo), mientras que Francia en dicho ranking está en la posición 51, ubicando a Chad y Yemen en las últimas posiciones (lugares 127 y 128 respectivamente).

## Derecho
La discriminación fundada en sexo es ilegal en numerosos países. También a pesar de la igualdad de los sexos establecida por la ley o la constitución permanece muchas veces usos y costumbres que confieren derechos o privilegios a los hombres y a las mujeres. En algunos casos, las mujeres pueden parecer favorecidas, en lo que interesa:
- las obligaciones militares ;
- la edad de la jubilación ;
- los derechos de pensión o en caso de divorcio

## Citas
Si l’on dit que les hommes oppriment les femmes, le mari s’indigne, mais le fait est que c’est le code masculin, c’est la société élaborée par les mâles et dans leur intérêt qui a défini la condition féminine sous une forme qui est à présent pour les deux sexes une source de tourments.
Simone de Beauvoir

Dans la famille, l'homme est le bourgeois ; la femme joue le rôle du prolétariat.
Friedrich Engels, L'Origine de la famille, de la propriété privée et de l'État

### Obras clásicas
- Lysistrata piezae de teatro antiguo de Aristófanes, une conspiration des femmes en faveur de la paix (411 BC) ;
- L'École des femmes, Molière, s. XVII
- La Femme pauvre au s. XIX, Julie-Victoire Daubié
- L'Ouvrière Jules Simon.
- Le travail des femmes au s. XIX, Paul Leroy-Beaulieu

### siglo XX
- Chiara Valentini, Le donne fanno paura, (non traduit en français), il Saggiatore, Milán, 1997
- "La condición de las mujeres del s. XIX a cominezoz del s. XX", Boletín de ASPHARESD 19, 2005, p. 47-56 ISSN 3885 0769 3885.

## Informes del Foro Económico Mundial
- The Global Gender Gap Report 2013, sitio digital 'WEForum'.

- The Global Gender Gap Report 2012, sitio digital 'WEForum'.

- The Global Gender Gap Report 2011, sitio digital 'WEForum'.

- The Global Gender Gap Report 2010, sitio digital 'WEForum'.

- The Global Gender Gap Report 2009, sitio digital 'WEForum'.

- The Global Gender Gap Report 2008, sitio digital 'WEForum'.

- The Global Gender Gap Report 2007, sitio digital 'WEForum'.